# おとり商法
おとり商法（おとりしょうほう）とは、悪徳商法の一種である。広告などで実際には販売するつもりがない商品によって客寄せを行い、高額な商品の販売を行う（おとり広告）。
実際の手口としては広告などで非常に安い値段で商品を掲載し、注文すると更に高額なものを強引に勧誘するものがある。かつては特にミシンの訪問販売に多かった。ミシン以外では電柱などに貼ってある不動産広告に多い。
おとり商法は景表法第4条第3号（不当表示）に該当し、その細目は公正取引委員会告示「おとり広告に関する表示」、「不動産のおとり広告に関する表示」に定められている。

## ミシンの訪問販売
以下ミシンのおとり商法の手口の例を示す。

### 手口
基本的には｢安いおとり商品で客を釣っておき、おとり商品を不当な説明で貶すことで購買意欲を失わせ高額商品を売りつける｣というパターンである。
1. チラシやダイレクトメールなどに、非常に廉価なミシン（一万円前後ぐらいが多い）を掲載する。
2. 業者に連絡して、注文すると販売員がやってくる。
3. しかし、販売員は（チラシに掲載された）安いミシンだと品質が劣るとか、壊れやすいなどとしつこく言う（また試し縫いを依頼すると、実際に粗悪品であり、ほとんど正常に縫うことはできない。故意に正常に動作しないように改造してある可能性もある）。
4. 購入を断ろうとしたり、その安い商品で良いなどと言うと、｢分割払いなら｣などと更に強引に勧誘を勧め、無理矢理高額商品を購入させる。

このような業者は、大抵が店舗を持たない通販専門の所が多いが、店舗はあるものの直接店舗に行っても販売・試し縫いなどをさせてもらえず、電話などで注文をしてくださいと突き返されるパターンもある。
ブラザー工業公式サイトの注意喚起では上述のようなケースの他に｢普及価格帯の製品は下糸調整や注油などが面倒｣(なお、同社現行機種では殆どの場合で嘘だと明言している)、｢厚いものは縫えない｣など実態以上に低スペックであるとして購入意欲を失わせるパターン、クーリングオフをあの手この手で妨害する、｢実際には存在しない｣メーカー希望小売価格を用い不当に安く見せるなどといったケースも紹介されている。
他にもミシンの無料・廉価点検と称して、点検商法などを抱き合わせている業者もあり、依頼すると検査員が「これは古いから部品がない」「とても傷んでいるから新しいのを買った方が良い」「今はもっと新しい製品がある」等と言い、結局新しいミシンを売りつけられてしまうこととなる。

## 背広の広告販売
以下背広のおとり商法の手口の例を示す。

### 手口
1. チラシやダイレクトメールなどに、非常に廉価な背広（一万円〜二万円前後ぐらいが多い・2セットでの価格の場合もある）を掲載する。
2. 店頭に出向くとチラシ掲載の品物は確かに存在するが、展示の量が極めて少なく素人目にも質が良くないことは一目で分かる。
3. 販売員が声を掛け、相応の品物を勧めるとともに、シャツやネクタイなど小物もコーディネートして販売しようとする。
4. 結果として、大きな買い物となる。

## 不動産の広告

### 事例
2008年、アパート・マンション賃貸仲介大手のエイブルが、すでに入居中の部屋や存在しない部屋を宣伝したとして、公正取引委員会が排除命令を出した。築年数や最寄り駅からの距離も実際と異なる表示をしていた。
2017年、関西不動産業界の任意団体、近畿地区不動産公正取引協議会は、大手不動産情報サイトと連携しておとり広告対策を開始。2018年には、契約済みの物件の広告を出し続けていた大阪府、兵庫県、京都府の12業者に対してインターネット広告掲載停止処分を科した。

## 中古車販売･買取業者の広告

### 事例
広告で破格の車が掲載されている。店舗に出向くとその車は既に売れてしまったと言い、他の高価な車を強引に勧めてくる。
2004年、自動車情報誌カーセンサーでは、広告に車体番号を入力しなければ掲載しないこととしたほか、売買契約成立後はすぐに広告を非公開にするシステムを構築。この結果、おとり広告が大幅に減少した。
また類似の事例として､逆に｢訪問買取業者に車を売却しようとしたところ当初の査定額から(時にその事実検証ができない理由で)大幅減額されてしまう｣と言う事例が報告されており､レッドバロンが注意を呼びかけている｡

## 寿司のキャンペーンにおけるおとり広告
2022年、回転ずしチェーンのスシローの広告について、消費者庁からこれが「おとり広告」にあたり、景品表示法に違反するとして、再発防止を命ずる措置命令がなされた。問題となった広告ではウニやカニを用いた目玉商品について実際は在庫がないのに販売しているように宣伝しており、対象店舗の9割強で在庫不足により終日提供できない日が1日以上あった。